# Sadik Hakim
Sadik Hakim (* 15. Juli 1919 in Duluth (Minnesota) als Argonne Dense Thornton; † 20. Juni 1983 in New York City) war ein amerikanischer Jazz-Pianist und Komponist des Bebop.

## Leben und Werk
Seine musikalische Ausbildung erfuhr Argonne Thornton von seinem Großvater, der Musiklehrer war. Er kam 1940 nach New York City, spielte bis 1946 mit Ben Webster, von 1946 bis 1948 mit Lester Young („I’m Confessin’“, „No Eyes Blues“, 1947) und mit Slam Stewart. 1945 war er an der legendären „Koko“-Session (The Charlie Parker Story) von Charlie Parker beteiligt.
Außerdem nahm er mit Buddy Tate und Dexter Gordon Platten auf. Er war 1947 an der Komposition von Thelonious Monks Stück „Eronel“ beteiligt. Thornton gilt auch als der eigentliche Komponist von Lester Youngs Erfolgsnummer „Jumpin’ With Symphony Sid“.
1947 konvertierte Thornton zum Islam, änderte seinen Namen in Sadik Hakim und trat nun hauptsächlich unter diesem Namen auf. 1949 ging er nach Montreal (Kanada) und spielte in der dortigen Bebop-Szene. Wegen eines Drogenvergehens musste er Kanada 1950 wieder verlassen. In New York arbeitete er in den 1950er Jahren mit James Moody, Sonny Rollins und Buddy Tate. Von 1966 bis 1976 kehrte Hakim nach Montreal zurück, hatte dort eine eigene Band, Radio- und TV-Auftritte und nahm Platten mit Charlie Biddle und Sonny Stitt auf. Zum Begräbnis von Thelonious Monk 1982 spielte er dessen Komposition „’Round Midnight“; er selbst starb im folgenden Jahr.

## Diskographie
Alben unter eigenem Namen
- Witches, Goblins, etc. (1977)

Alben als Sideman
- Lester Young: The Complete 1936–1951 Small Group Sessions, Vol. 4 (Blue Moon)
- Lester Young: The Complete Aladdin Recordings of Lester Young (Blue Note)
- Charlie Parker: The Genius Of Charlie Parker (1945–1948)
- Charlie Parker: The Charlie Parker Story (Savoy, 1945)
- Dexter Gordon: Dexter Rides Again (Savoy, 1945–1947)
- Eddie Lockjaw Davis: 1946–1947 (Classics)
- Eddie Jefferson: There I Go Again (Prestige, 1953–1969)
- James Moody: Moody’s Mood For Blues (OJC, 1954–1955)